# Taubenturm (Ramonville-Saint-Agne)

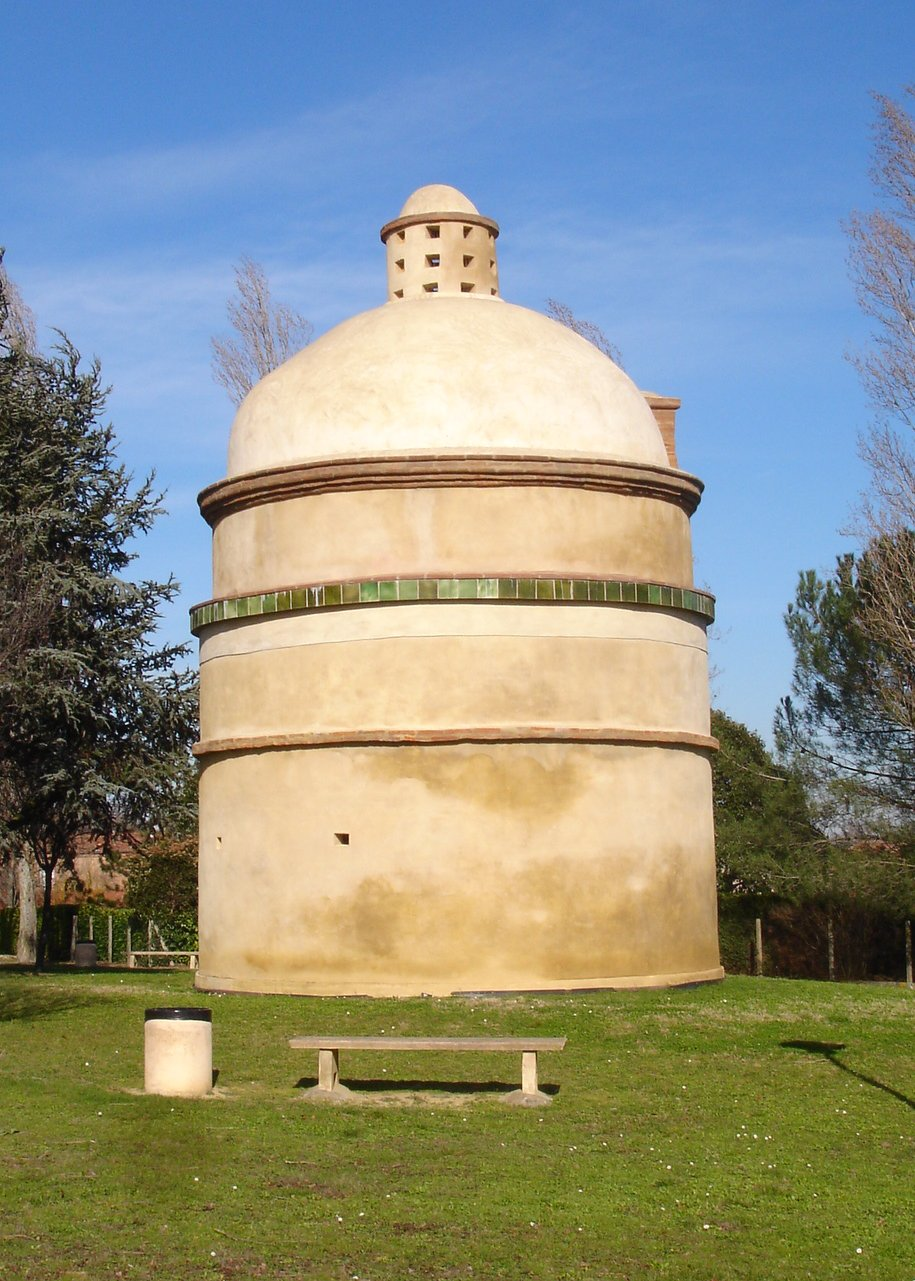
Taubenturm in Ramonville-Saint-Agne

Der Taubenturm (französisch colombier oder pigeonnier) in Ramonville-Saint-Agne, einer französischen Gemeinde im Département Haute-Garonne in der Region Okzitanien, wurde im 16./17. Jahrhunderts errichtet. Der Taubenturm steht seit 1932 als Monument historique auf der Liste der Baudenkmäler in Frankreich.
Der runde Turm aus verputztem Ziegelmauerwerk wird von einer Kuppel gedeckt, die von einem kleinen Aufbau bekrönt wird. Dieser weist Öffnungen für die Tauben auf.